# Georges Castellana
Georges Castellana (* 1898 in Nizza; † 1964 in Nizza) war ein französischer Romanist, Okzitanist und Lexikograf.

## Leben und Werk
Castellana wirkte von 1923 bis 1929 als Priester im Hinterland von Nizza, dann in der Altstadt von Nizza als Seminarlehrer, Seelsorger und schließlich als Kanoniker der Kathedrale Sainte-Réparate.
Er kompilierte zwei wertvolle Wörterbücher des Nissart, das Dictionnaire français-niçois (Nizza 1947, 1978, 1983, 1997, 421 Seiten), dann das Dictionnaire niçois-français (Nizza 1952, 1977, 1983, 1997, 276 Seiten).
In Nizza ist eine Straße nach ihm benannt.

## Weitere Werke
- La cathédrale Sainte-Réparate, Nizza 1956, 1970